# McMinns Lagoon
McMinns Lagoon är en del av en befolkad plats i Australien. Den ligger i kommunen Litchfield och territoriet Northern Territory, omkring 31 kilometer öster om territoriets huvudstad Darwin.
Närmaste större samhälle är Palmerston, omkring 16 kilometer nordväst om McMinns Lagoon.
Omgivningarna runt McMinns Lagoon är huvudsakligen savann. Runt McMinns Lagoon är det mycket glesbefolkat, med 5 invånare per kvadratkilometer. Savannklimat råder i trakten. Genomsnittlig årsnederbörd är 1 732 millimeter. Den regnigaste månaden är januari, med i genomsnitt 436 mm nederbörd, och den torraste är juni, med 1 mm nederbörd.